# حمد خالد
حمد خالد علي عبد الله (مواليد 5 نوفمبر 1994، لاعب كرة قدم إماراتي يجيد اللعب كحارس مرمى .
مثل النادي الأهلي في الفئات السنية و إنتقل إلى نادي عجمان مطلع عام 2016 .